# Brachyunguis salsolacearum
Brachyunguis salsolacearum är en insektsart. Brachyunguis salsolacearum ingår i släktet Brachyunguis och familjen långrörsbladlöss. Inga underarter finns listade i Catalogue of Life.